# Finanzas del carbono

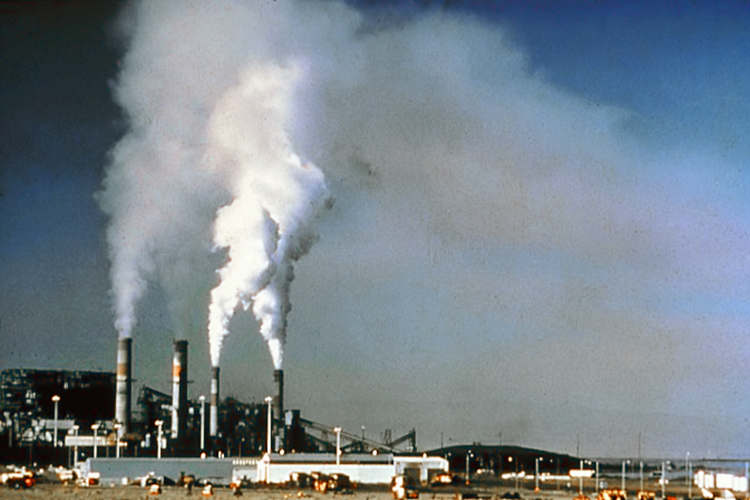
Chimeneas emitiendo gases de efecto invernadero, principalmente dióxido de carbono (CO_{2})

Las finanzas del carbono son una rama de financiación medioambiental que cubre herramientas financieras, como el comercio de derechos de emisión, para reducir el impacto de los gases de efecto invernadero (GEI) en el medio ambiente creando un mercado que resulte en un precio a las emisiones de estos gases (principalmente dióxido de carbono, por lo que la expresión "mercado de derechos de emisión de gases de efecto invernadero" se abrevia a "mercado de carbono" o "mercado de emisiones").
Las oportunidades y riesgos financieros impactan en los balances empresariales. Los instrumentos basados en el mercado son capaces de transferir el riesgo medioambiental y conseguir objetivos medioambientales. Los asuntos relacionados con el calentamiento mundial y las emisiones de GEI deben abordarse como decisiones estratégicas de gestión.
El término "finanzas del carbono" se aplica en general a inversiones en proyectos de reducción de emisiones de GEI y la creación de instrumentos financieros comercializables en el mercado de carbono.

## Historia
El mercado para la compra de emisiones ha crecido exponencialmente desde su concepción en 1996.
Lo siguiente son estimaciones del mercado de emisiones en todo el mundo según el Banco Mundial:
Volumen (millones toneladas métricas, MtCO2)
- 2005:      718 (330 en los principales mercados de asignaciones (allowances) + 388 en transacciones basadas en proyectos)
- 2006:    1 745 (1 134 en los principales mercados de asignaciones + 611 en transacciones basadas en proyectos)
- 2007:    2 983 (2 109 en los principales mercados de asignaciones + 874 en transacciones basadas en proyectos)
- 2008:    4 836 (3 278 en los principales mercados de asignaciones + 1 072 en compensaciones puntuales y secundarias + 486 en transacciones basadas en proyectos)[3]
- 2009:    8 700 (7 362 en los principales mercados de asignaciones + 1 055 en compensaciones puntuales y secundarias + 283 en transacciones basadas en proyectos)[3]
- 2010:    8 772[4]
- 2011:   10 281[5]

2012 (reflejando datos de 2011) fue el último año en el que el Banco Mundial publicó el informe "Estado y tendencias del mercado de carbono" (State and trends of the carbon market), del que se extrae esta serie de cifras, sustituyéndolo a partir de 2013 por "Estado y tendencias del precio del carbono" (State and trends of carbon pricing). Esto refleja la apuesta por imponer un precio a las emisiones de dióxido de carbono (precio del carbono) en vez de dejar que el mercado determine un precio, ya que esto ha resultado en una cifra demasiado baja como para estimular la reducción de emisiones.
En 2017 China lanzó el mayor mercado mundial de emisiones: más de 3 300 MtCO2.
El Protocolo de Kioto de 1997 definió el Mecanismo de desarrollo limpio (CDM por sus siglas en inglés), que permite compensar emisiones en países desarrollados con la inversión en proyectos de reducción de emisiones en países en desarrollo como China, India o los de Latinoamérica.
La Implementación Conjunta (JI por sus siglas en inglés) es otro mecanismo que permitía a las inversiones en países desarrollados generar créditos de emisiones para el mismo país u otro también desarrollado.

## Banco Mundial
El Banco Mundial creó para estos fines la Unidad de Finanzas de Carbono del Banco Mundial (CFU por sus siglas en inglés). Esta CFU emplea el dinero contribuido por gobiernos y compañías de los países de la Organización para la Cooperación y el Desarrollo Económicos (OCDE) para comprar reducciones de emisiones de GEI basadas en proyectos en países en desarrollo y economías en transición. Estas reducciones se adquieren —a través de uno de los fondos de carbono que administra la CFU— en nombre del gobierno o empresa que contribuye, y dentro de los marcos del CDM o de la JI. El Banco Mundial apoya particularmente el Programa de Actividades (una modalidad de desarrollo de proyectos, abreviada PoA).